# (74191) 1998 RK45
(74191) 1998 RK45 – planetoida z pasa głównego asteroid okrążająca Słońce w ciągu 4,45 lat w średniej odległości 2,7 j.a. Odkryta 14 września 1998 roku.